# Bay de Verde
Bay de Verde est une ville située sur l'île de Terre-Neuve dans la province de Terre-Neuve-et-Labrador au Canada. La population y était de 470 en 2006.

## Géographie
Bay de Verde est située sur la péninsule de Bay de Verde, une partie de la péninsule d'Avalon, dans l'Est de l'île de Terre-Neuve dans la province de Terre-Neuve-et-Labrador.

## Histoire
Le premier habitant connu de Bay de Verde arriva en 1662. La ville de Bay de Verde fut incorporée en 1950.

## Annexe